# Kettfaden

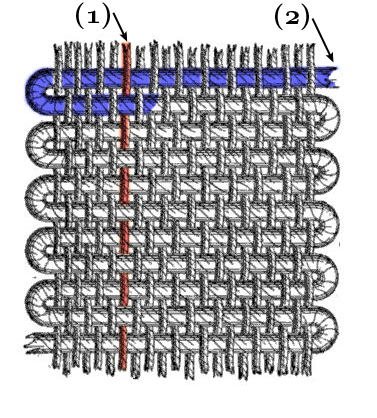
Kettfaden (1) und Schussfaden (2)
am Beispiel einer Leinwandbindung

Der Kettfaden (früher auch Kettenfaden) ist ein Faden einer Kette (Schweif, Warp, Zettel). Die Kette ist die Gesamtzahl der Fäden gleicher Länge, die auf einem Kettbaum oder mehreren Teilkettbäumen annähernd parallel aufgewickelt sind und von dort in Längsrichtung der Arbeitsstelle des Webstuhls bzw. Webmaschine oder der Kettenwirkmaschine zugeführt werden.
In der Weberei werden Kettfäden in der Vorbereitung des eigentlichen Webvorgangs entweder
- geschärt, d. h. in einzelnen Bändern, Faden-„Schar“ auf einem Schärgestell, -rahmen oder einer Schärmaschine aufgewickelt und dann gebäumt, d. h. auf den sogenannten Kettbaum, eine Walze im Webstuhl, aufgewickelt
- oder gezettelt, d. h. in kleine Teilbäume aufgewickelt, geschlichtet und anschließend mehrere Zettelpartien auf einen Kettbaum zusammenfassend „aufgebäumt“.

Jeder einzelne Kettfaden muss durch eine Litze und durch das Webblatt (Riet) geführt werden, bevor er an dem sogenannten Warenbaum des Webstuhls angeknüpft werden kann. Beim Weben wächst durch den Eintrag von Schussfäden im rechten Winkel zu den Kettfäden das Gewebe, das auf den walzenförmigen Warenbaum aufgewickelt wird.
Die Art und Weise, wie die Kettfäden durch die Litzen auf verschiedenen Schäften oder in Jacquardlitzen angeordnet werden, bestimmt die Bindung und damit auch Musterung des Gewebes. Sie werden auf unterschiedliche Art angehoben oder abgesenkt, um das Webfach zu bilden. Man spricht von einer Ketthebung, wenn der Kettfaden auf der rechten (oberen) Warenseite über dem Schussfaden, bzw. von einer Kettsenkung, wenn er darunter liegt.
Kettfäden sind durch die Fachbildung höheren mechanischen Belastungen ausgesetzt als Schussfäden, deshalb werden sie, falls das Garn es erfordert, zusätzlich mit Schlichte behandelt, um Fadenbrüchen und starkem Abrieb vorzubeugen. In der Regel ist der Kettfaden dünner als der Schussfaden.
Die Verwendung gefärbter Kett- und/oder Schussfäden ermöglichen farbige Muster, man spricht dann von Buntgewebe.
Bei der Konfektion textiler Waren werden in der Regel Einzelteile so aus dem Gewebe geschnitten, dass ihre längere Seite dem Verlauf der Kette folgt.